# Erik Norberg
Erik Norberg (Smedjebacken, Dalarna, 30 de setembre de 1883 – Londres, 19 de febrer de 1954) va ser un gimnasta suec que va competir a primers del segle xx.
El 1908 va prendre part en els Jocs Olímpics de Londres, on guanyà la medalla d'or en la prova del concurs complet per equips, com a membre de l'equip suec.